# دانیله برتا
دانیله برتا (انگلیسی: Daniele Berretta؛ زادهٔ ۸ مارس ۱۹۷۲) بازیکن فوتبال اهل ایتالیا است.
از باشگاه‌هایی که در آن بازی کرده‌است می‌توان به باشگاه فوتبال آنکونا، باشگاه فوتبال آ.اس. رم، باشگاه فوتبال برشا، باشگاه فوتبال کالیاری، باشگاه فوتبال آتالانتا، و باشگاه فوتبال ویچنزا اشاره کرد.
وی همچنین در تیم ملی فوتبال زیر ۲۱ سال ایتالیا بازی کرده‌است.